# Sons of Liberty (filme)
Sons of Liberty é um filme de drama em curta-metragem estadunidense de 1939 dirigido e escrito por Michael Curtiz e Crane Wilbur. Venceu o Oscar de melhor curta-metragem em live-action: 2 bobinas na edição de 1940.

## Elenco
- Claude Rains - Haym Salomon
- Gale Sondergaard - Rachel Salomon
- Donald Crisp - Alexander McDougall
- Montagu Love - George Washington
- Henry O'Neill - congressista
- James Stephenson - Tillman